# Amaranthus graecizans subsp. silvestris
Amaranthus graecizans subsp. silvestris é uma subespécie de planta com flor pertencente à família Amaranthaceae. 
A autoridade científica da subespécie é (Vill.) Brenan, tendo sido publicada em Watsonia 4: 273. 1961.

## Portugal
Trata-se de uma subespécie presente no território português, nomeadamente em Portugal Continental e no Arquipélago dos Açores.
Em termos de naturalidade é nativa de Portugal Continental e introduzida no Arquipélago dos Açores.

## Protecção
Não se encontra protegida por legislação portuguesa ou da Comunidade Europeia.